# Bisag
Bisag – wieś w Chorwacji, w żupanii varażdińskiej, w gminie Breznica. W 2011 roku liczyła 154 mieszkańców.